# Seton Collegiate Church

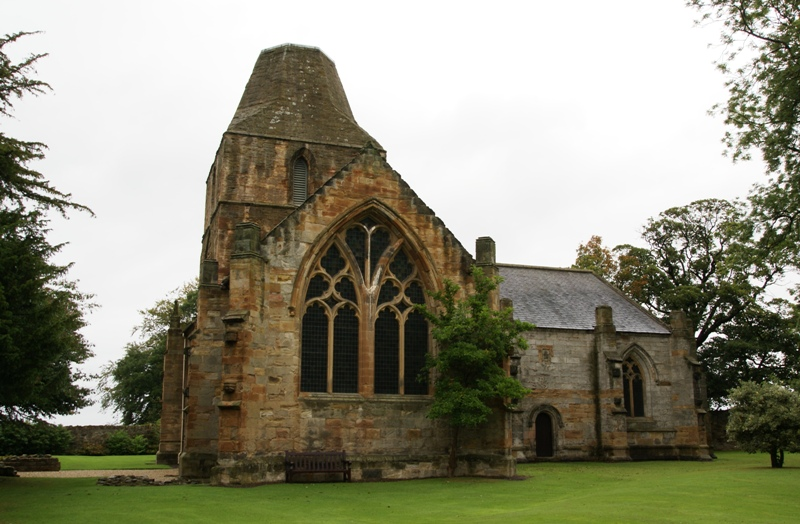
De vijftiende-eeuwse Seton Collegiate Church.

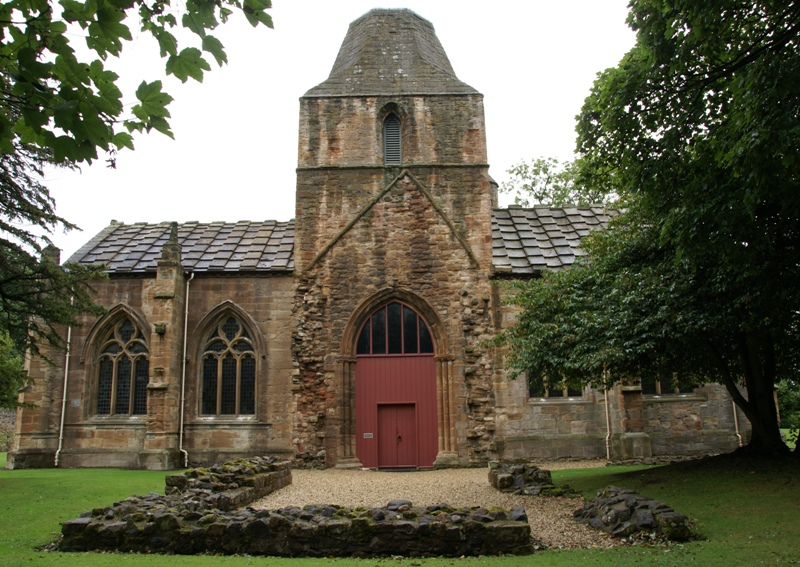
Seton Collegiate Church vanuit het westen. Het schip is vrijwel verdwenen.

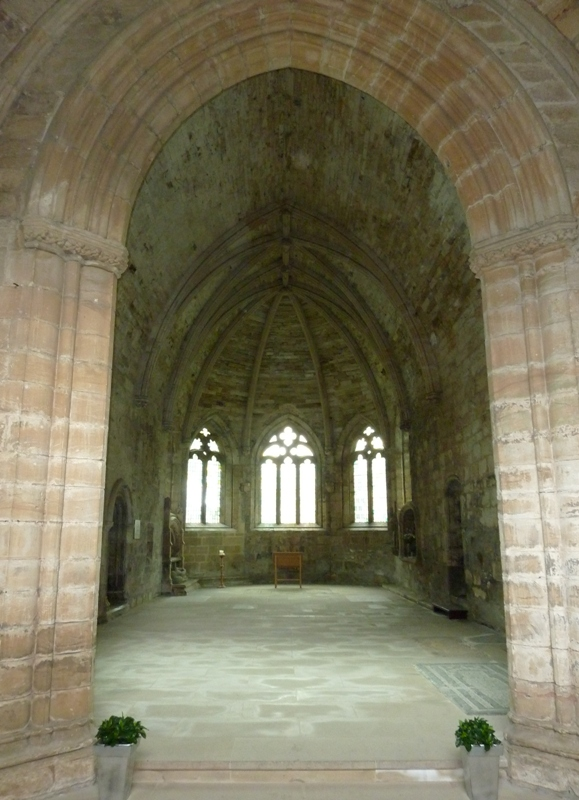
Het koor en presbyterium.

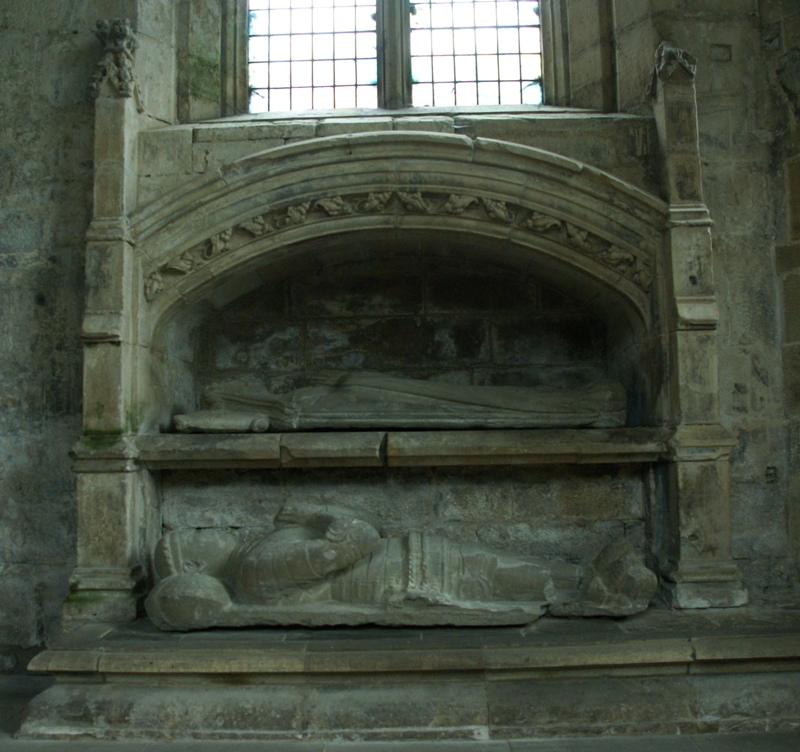
De vijftiende-eeuwse gisanten die wellicht Sir John Seton en Lady Katherine voorstellen.

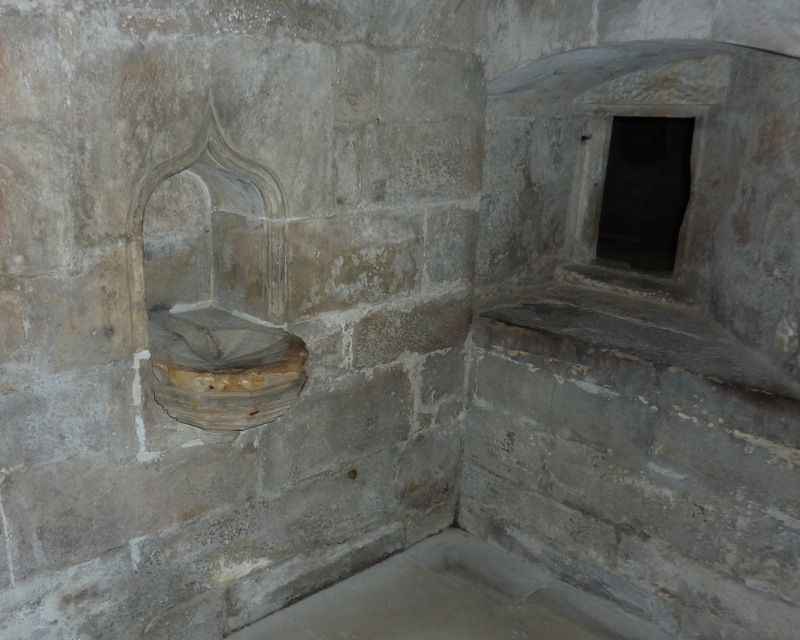
De piscina en de opening naar het presbyterium in de sacristie.

Seton Collegiate Church is een vijftiende-eeuwse kapittelkerk gebouwd op de fundamenten van een twaalfde-eeuwse kerk, gelegen in de vroegere plaats Seton, 3,5 kilometer ten noorden van Tranent, in de Schotse regio East Lothian. Na de reformatie verloor de kerk haar functie en werd het schip afgebroken.

## Geschiedenis
In de twaalfde eeuw werd een kerk gebouwd als parochiekerk van Seton. In 1470 verkreeg Sir John Seton tijdelijk toestemming van Paus Paulus II om de parochiekerk te verheffen tot een kapittelkerk gewijd aan de Maagd Maria en het Heilige Kruis. Het kapittel bestond uit een proost, zes kanunniken, twee zangers en een klerk. Zijn zoon verkreeg in 1492 permanente toestemming voor het kapittel. Rond 1540 werd het kapittel uitgebreid met twee kanunniken.
Toen Sir John Seton stierf in 1434 liet zijn weduwe, Lady Katherine, een familiekapel aanbouwen aan het schip, waar de graftombe werd geplaatst alsmede een altaar. In 1470 brak hun kleinzoon George Seton, de eerste Lord Seton de kapel af en bouwde het koor, het priesterkoor en de sacristie, die er in de 21e eeuw nog steeds staan. Toen hij in 1478 stierf, was het koor nog niet af en hij werd begraven in de Blackfriars' Church in Edinburgh. Het was George Seton, tweede Lord Seton, die het koor afbouwde en rond 1508 werd bijgezet in het koor. George Seton, derde Lord Seton voegde houten meubilair toe aan de kerk en werd na zijn dood in de Slag bij Flodden Field in 1513 eveneens begraven in het koor. Zijn weduwe, Lady Janet, liet een klokkentoren en de transepten bouwen. Zij werd in 1558 in de kerk begraven.
Door de reformatie in 1560 verloor de kerk haar positie als kapittelkerk, maar bleef wel in gebruik als parochiekerk. In 1580 werden de parochies van Seton en Tranent samengevoegd. De kerk werd vanaf dat moment niet meer actief gebruikt. Vermoedelijk was het in deze periode dat het schip werd afgebroken. Het koor van de kerk bleef in gebruik als mausoleum voor de familie Seton. In april 1603 woonde Jacobus VI van Schotland, op weg naar Londen voor zijn kroning tot koning Jacobus I van Engeland, de begrafenis van zijn vriend Robert Seton, zesde Lord Seton en graaf van Winton bij.
Na het neerslaan van de opstand van de Jacobieten in 1715 werd Seton Collegiate Church geplunderd en werden de familietombes opengebroken, omdat de familie Seton James Francis Eduard Stuart, de Old Pretender had gesteund.
In de jaren tachtig van de achttiende eeuw werd de graaf van Wemyss eigenaar van de landgoederen van de familie Seton. In de negentiende eeuw werd een transept in de kerk gebruikt als timmermanswerkplaats. In 1878 werd de kerk gerestaureerd zodat de kerk kon dienen als mausoleum voor de familie Wemyss. In 1948 werd Seton Collegiate Church in staatsbeheer gegeven.

## Bouw
Seton Collegiate Church is oost-westelijk georiënteerd. Het schip is verloren gegaan. De kerk bestaat nog uit een klokkentoren, een noordelijk en een zuidelijk transept, een koor en een presbyterium. Aan de noordzijde van het koor bevindt zich in een aanbouw de sacristie.
Het presbyterium heeft drie zijden naar de buitenzijde gekeerd en een gedecoreerd geribd gewelf. Aan beide zijden van het centrale raam zijn de kraagstenen voorzien van het wapen van de familie Seton. Een deur aan de zuidzijde verschafte priesters en koorknapen toegang tot het koor. Ook bevinden zich hier een sedilia, een zetel voor de priester, en een piscina, waar de miskelken gewassen werden. Aan de noordzijde bevindt zich een tombe met daarin twee gisanten. De een stelt een ridder voor, de ander een dame gekleed in een vijftiende-eeuwse lange mantel. Het is onbekend wie de gisanten voorstellen; mogelijk zijn het Sir John Seton en zijn vrouw Lady Katherine.
De sacristie was oorspronkelijk verdeeld in twee verdiepingen, waarbij de bovenste verdieping de plaats was waar de kostbaarheden werden bewaard. In de noordelijke muur bevindt zich een haard; in de zuidelijke muur bevindt zich een piscina. Rechts van de piscina zit een opening met een goed zicht op het presbyterium en de plaats waar het altaar stond.
Op de kruising bevonden zich tegen de oostelijke muur twee altaren. De bijbehorende piscina zijn overgebleven, waarvan een versierd is met een vleermuis met gespreide vleugels. Links van de toegangsdeur aan de westzijde bevindt zich eveneens een piscina, versierd met drie hoofden. Boven de kruising bevindt zich de klokkentoren met een octogonale spits. Op de kruising staat een klok gegoten in Nederland in 1577. In de transepten staan twee monumenten, die in 1878 daarheen verplaatst zijn vanuit het koor. In het noordelijk transept staat het grafmonument van James Ogilvie van Birnes (overleden in 1617) en in het zuidelijk transept staat het grafmonument van James Drummond, eerste graaf van Perth (overleden in 1611), die gehuwd was met Isabel Seton, dochter van de eerste graaf van Winton.
Ten zuidwesten van de kerk bevinden zich de ruïnes van de kwartieren waarin de leden van het kapittel woonden. Na de reformatie werden de gebouwen in gebruik genomen als brouwerij en molen voor het nabijgelegen Palace of Seton. Dit paleis werd in de jaren negentig van de achttiende eeuw vervangen door Seton House. Een aantal gedecoreerde stenen afkomstig van het paleis staan onder een afdak bij de kerk.

## Beheer
Seton Collegiate Church wordt beheerd door Historic Scotland. Het nabijgelegen Seton House is privébezit.